# 갈색머리

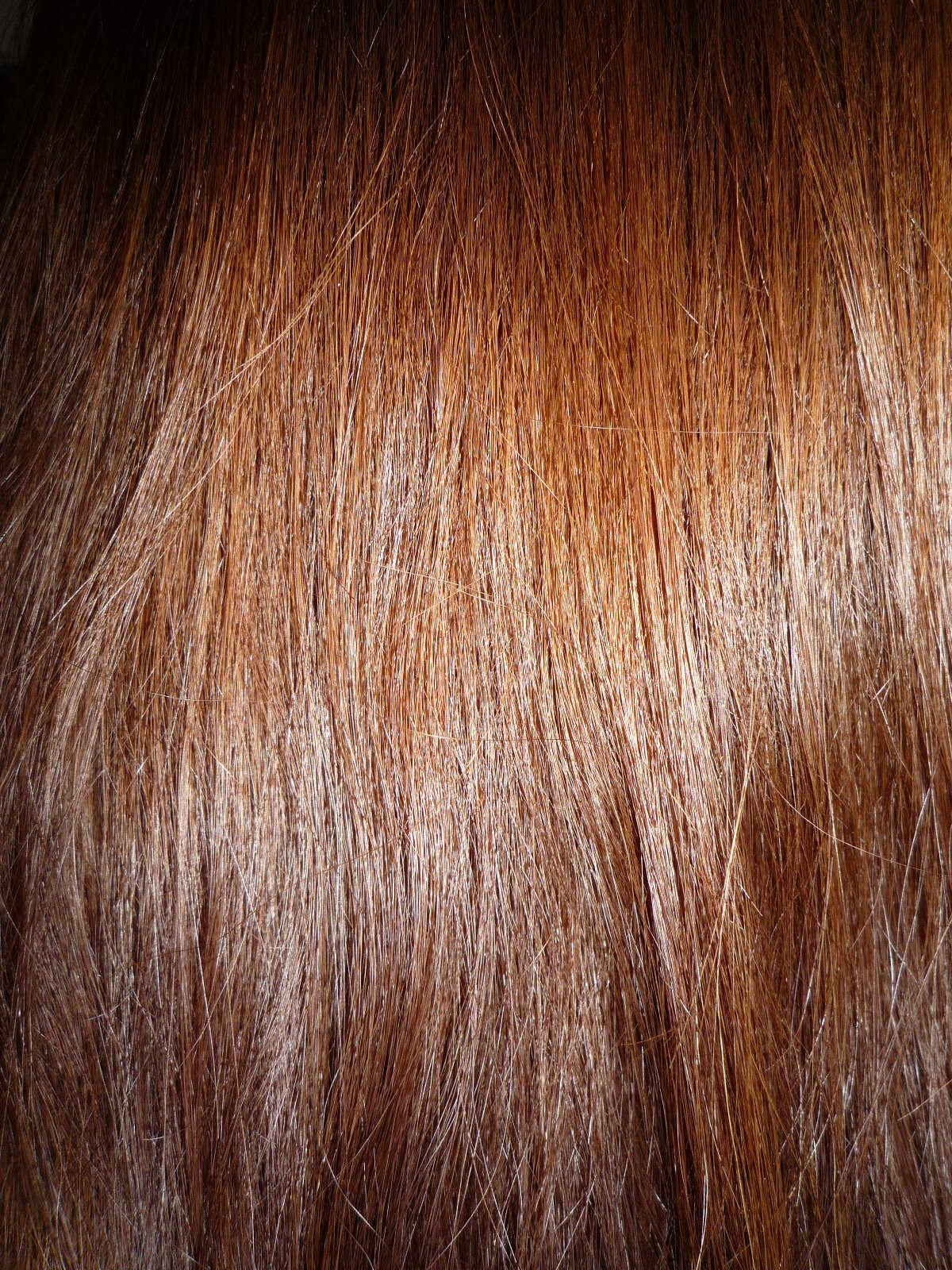
갈색 머리의 클로즈업 보기

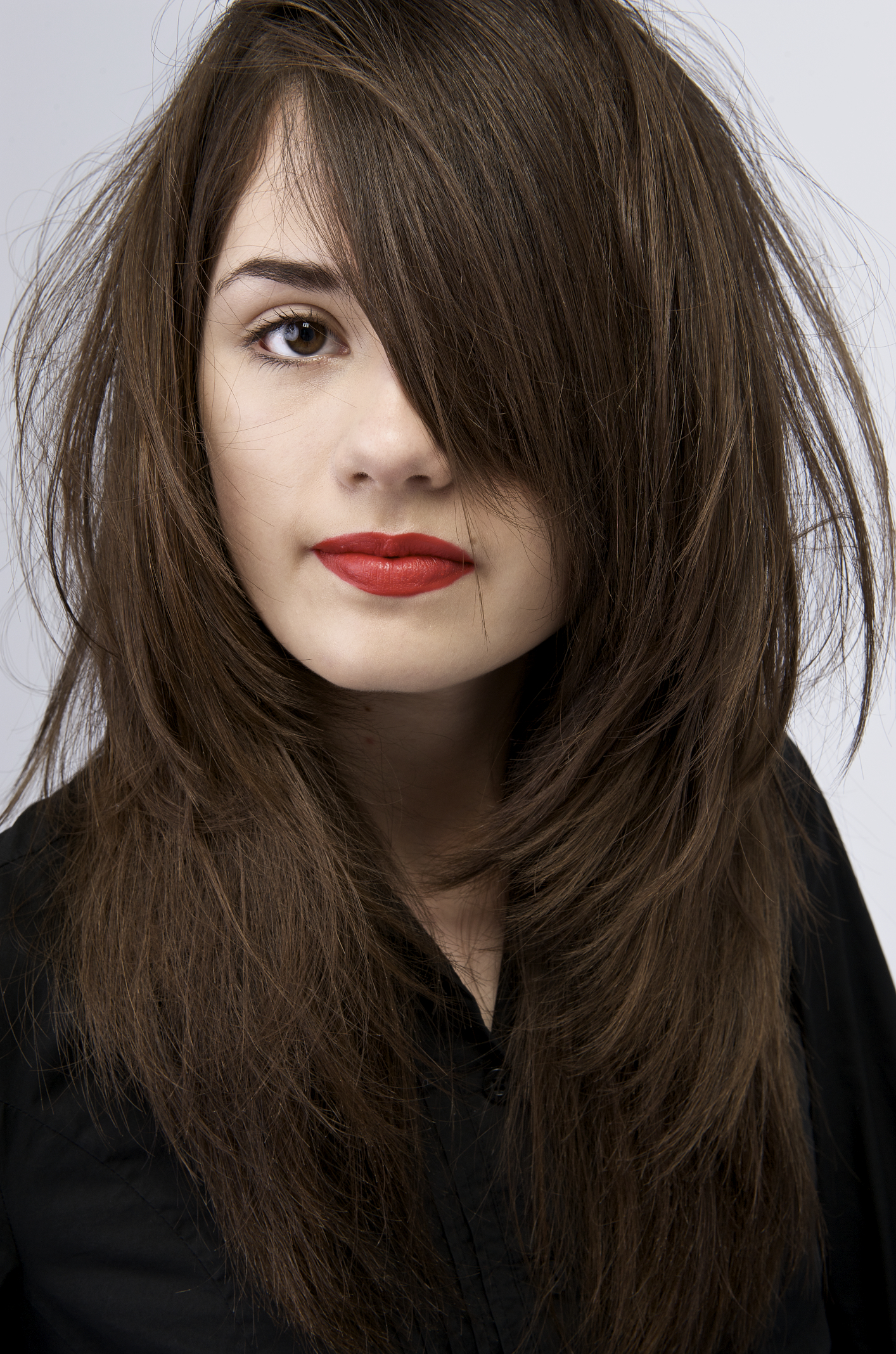
갈색 머리 인물

갈색 머리는 갈색 계열의 모발 색상이다. 우아한 적갈, 진갈 황토빛처럼 모발 색상을 전부 아우르는 다소 포괄하는 것이다.

## 같이 보기
- 흑발
- 적모